# Sidemia
Sidemia é um gênero de traça pertencente à família Arctiidae.